# Ievgueni Soudbine
Ievgueni Olegovitch Soudbine (en russe : Евгений Олегович Судьбин, transcription anglaise Yevgeny Sudbin), né le 19 avril 1980 à Saint-Pétersbourg, Russie) est un pianiste russe.   

## Biographie
Ievgueni Soudbine étudie au conservatoire de Saint-Pétersbourg. Après que sa famille a émigré à Berlin, à l'âge de 10 ans, il remporte plusieurs concours allemands de piano et étudie à l'Académie de musique Hanns Eisler à Berlin. Puis il est élève de Christopher Elton à la Purcell School et à la Royal Academy of Music pendant neuf ans,. Son éducation a également inclus des leçons avec Murray Perahia, Claude Frank, Leon Fleisher, Stephen Kovacevich, Dmitri Bachkirov, Fou Ts'ong, Stephen Hough, Alexandre Satz et Maria Curcio. 
Soudbine a enregistré des musiques de Mozart, Beethoven, Tchaïkovski, Rachmaninov, Medtner, Scarlatti et Scriabine pour le label BIS,.
Soudbine vit au Royaume-Uni depuis 1997. Il fait ses débuts aux Proms en juillet 2008. Ce même mois, il se marie avec Sally Wei en Italie.
En septembre 2010, il est nommé professeur invité de piano à la Royal Academy of Music de Londres.
En juillet 2017, un disque est publié sur Pentatone- Oxingale Records pour l'ouverture inaugurale du festival Tippet Rise, avec une performance de Soudbine, Christopher O'Riley (en) et Matt Haimovitz, entre autres.